# Festival de Contis
 (février 2023).
Le Festival international de Contis (lieu-dit de la commune de Saint-Julien-en-Born), créé en 1996, regroupe chaque mois de juin une compétition européenne de courts métrages, des présentations de films en avant-première, mais aussi des spectacles, des arts visuels, des performances et des débats. Le festival se déroule dans le cinéma d'art et d'essai Le Contis, rue des Avocettes.
Le festival est placé sous le patronage de la Commission nationale française pour l'Unesco.

## Historique
Créé en 1962, le cinéma de Contis était d'abord hébergé dans une structure gonflable puis, l'année suivante, dans un bâtiment en dur. Il a été repris en 1995 par Betty Berr et Rainer qui ont, dès l'année suivante, en 1996, organisé un festival d'art et de cinéma (courts métrages).
Initialement le festival comportait un concours de scénarios, dans lequel le scénario élu était tourné l'année suivante en format 35 mm pendant la semaine du festival, développé le dimanche au Centre d'essais des Landes à Biscarosse, puis projeté avec bruitage en direct le lundi.

## Palmarès

### Le palmarès 2019
La compétition européenne de courts-métrages :
Le jury : Corinne Bernard, Agathe Zocco Di Ruscio, Christophe Le Masne et Sylvain Dieuaide
- Grand prix du jury : Invisivél  Herói de Cristèle Alves Meira - PORTUGAL, FRANCE
- Prix spécial du Jury : Je sors acheter des cigarettes  d’Osman Cerfon – FRANCE
- Grand prix du public : Jeanne  de Marie Carpentier et Eléonore Gurrey – FRANCE
- Prix grand action : Invisivél  Herói de Cristèle Alves Meira - PORTUGAL, FRANCE
- Mentions spéciales du jury : Maud Wyler dans La nuit d’avant de Pablo García Canga – FRANCE   et Venerman de Tatiana Vialle et Swann Arlaud – FRANCE
- Le jury Ados : Bulles d'air de Daouda Diakhaté – FRANCE
- Le jury Collégiens : ex aequo La petite sirène  de Manon Amacouty et L’Aria del moscerino de Lukas von Berg

La réalité virtuelle
Le jury : Vincent Ravalec, Jean-Luc Soret et Anne Bouisset
- Le voyeur  de Fabrice Dugast

Les Nanométrages :
Le jury : Pascal Pérennès, Lauranne Simpère, Léo Carésio, Matthieu Maunier-Rossi et Christian Van Tomme
- Meilleur film : Mon petit noir de Tair Safiulin
- Meilleure animation : Healthy  de Nicolas Boni
- Meilleure interprétation : Une robe de Charles Grammare
- Mention spéciale : Ça coule de source de Adrien Schimmel et Damien Massias

### Le palmarès 2018
- Grand prix du jury : Pourquoi j'ai écrit la Bible d'Alexandre Steiger - FRANCE
- Prix spécial du jury : Horizont  de Peter Meister - ALLEMAGNE
- Grand prix du public : Pourquoi j'ai écrit la Bible d'Alexandre Steiger - FRANCE
- Prix Grand Action : Kapitalistis de Pablo Muñoz Gomez - BELGIQUE, FRANCE
- Mention Spéciale du jury : Diqua dai monti - En-deçà-des-monts de Benoît Bouthors - FRANCE
- Prix du jury jeune : Bug de Cédric Prévost - FRANCE

### Le palmarès 2017
- Grand prix du jury : Guillaume à la dérive de Sylvain Dieuaide
- Grand prix du public : Le grand bain de Valérie Leroy
- Coup de cœur du public : Penalty de Aldo Iuliano
- Prix Grand Action : Les équilibristes de Gilles Tillet
- Mentions Spéciales du jury (ex aequo) : Viré de Hugo Rousselin et Vload de Hiske de Goeje et Randy Oost
- Prix du jury jeune : 9.58 de Louis Aubert

### Le palmarès 2016
- Grand prix du jury : 1992 de Anthony Doncque
- Prix France 3 : Goût Bacon de Emma Benestan
- Prix spécial du jury : Des millions de larmes de Natalie Beder
- Prix du public (ex aequo) : Première Séance de Jonathan Borgel et Bal de Famille de Stella di Tocco
- Mention spéciale pour Les Photographes de Aurélien Vernhes-Lermusiaux
- Prix du jury jeune : Allée-cocos de Elsa Dahmani

### Le palmarès 2015
- Grand prix du jury : Maman(s) de Maïmouna Doucouré
- Prix spécial du jury : Stella Maris de Giacomo Abbruzzese
- Prix du public : l'Étourdissement de Gérard Pautonnier
- Prix du jury jeune : Maman(s) de Maïmouna Doucouré
- Prix de l'école de Saint Julien en Born : Lune et le loup de Toma Leroux & Patrick Delage
- Mentions spéciales pour :
  - le comédien Paul Hamy dans Errance de Peter Dourountzis
  - en ex aequo : Feux de Mali Arun et Ma Manman d'lo de Julien Silloray

### Le palmarès 2014
- Grand prix du jury : Abderrahman de Elias Sfaxi
- Prix spécial du jury : Vos violences de Antoine Raimbault
- Prix coup de cœur du jury : Papa oom mow de Sébastien de Fonseca
- Prix du public ex aequo : Sexy dream de Christophe Le Masne et Destino de Zangro
- Coup de cœur du public : À cheval dans une maison vide de Frédéric Carpentier
- Prix du jury jeune : Deja moo de Stefan Müller

## Liste des courts métrages en compétition

### 2016
| Titre                                   | Réalisateur                          | Pays                   |
| Programme 1                             | Programme 1                          | Programme 1            |
| --------------------------------------- | ------------------------------------ | ---------------------- |
| Un Métier bien                          | Farid Bentoumi                       | France                 |
| E.T.E.R.N.I.T                           | Giovanni Aloi                        | France                 |
| Le Coureur de longue distance           | Zuniel Kim                           | Allemagne              |
| Rien qui sache mieux qu'elle s'absenter | Héloïse Beillevaire                  | France                 |
| Import                                  | Ena Sendijarević                     | Pays-Bas               |
| Première séance                         | Jonathan Borgel                      | France                 |
| Programme 2                             |                                      |                        |
| Fish & Chicks                           | Elise Mc Leod et Julie Grumbach      | France                 |
| Le Bûcher de Saïd                       | Julien Sicard                        | France                 |
| Tunisie 2045                            | Ted Hardy-Carnac                     | France                 |
| Boys                                    | Isabella Carbonell                   | Suède                  |
| L'Ours noir                             | Xavier Seron et Méryl Fortunat-Rossi | France                 |
| Bal de famille                          | Stella di Tocco                      | France                 |
| Programme 3                             |                                      |                        |
| Gagarine                                | Fanny Liatard et Jeremy Trouilh      | France                 |
| Jonas and the sea                       | Marlies van der Wel                  | Pays-Bas               |
| Grand huit                              | Camille Fleury                       | France                 |
| H Recherche F                           | Marina Moshkova                      | France                 |
| L'Impresa                               | Davide Labanti                       | Italie                 |
| Je suis le machisme ordinaire           | Fabrice Roulliat                     | France                 |
| Allée-cocos                             | Elsa Dahmani                         | France                 |
| Programme 4                             |                                      |                        |
| Un Plan d'enfer                         | Alain Gagnol et Jean-Loup Felicioli  | France/Belgique        |
| 1992                                    | Anthony Doncque                      | France                 |
| 112                                     | Wenceslao Scyzoryk                   | Espagne                |
| Des Millions de larmes                  | Natalie Beder                        | France                 |
| Au loin                                 | Florian Grolig                       | Allemagne              |
| Seul l'avenir nous le dira              | Gilles Charmant                      | France/Suisse/Finlande |
| Programme 5                             |                                      |                        |
| Les Photographes                        | Aurélien Vernhes-Lermusiaux          | France                 |
| ¿Señor O Señorito?                      | Cristina Piernas & Victoria Ruiz     | Espagne                |
| La Mère à boire                         | Laurence Côte                        | France                 |
| Jackie                                  | Giedrius Tamoševičius                | Lituanie               |
| Goût bacon                              | Emma Benestan                        | France                 |
| Hippocampe                              | Jan Caplin                           | France                 |
| Le Sniper de Kobani                     | Reber Dosky                          | Pays-Bas               |
| Programme 6                             |                                      |                        |
| Spoetnik                                | Noël Loozen                          | Pays-Bas               |
| Le Vieil homme et l'oiseau              | Dennis Stein-Schomburg               | Allemagne              |
| Mantra                                  | Ho Lam                               | France                 |
| À l'ombre des héros                     | Godefroy de Maupeou                  | France                 |
| Varicella                               | Fulvio Risuleo                       | Italie                 |
| Sans mobile fixe                        | Jérôme Peters                        | Belgique               |
| La Voix du père                         | Mathias et Colas Rifkiss             | France                 |

### 2015
| Titre                                         | Réalisateur                                       | Pays                         |
| Programme 1                                   | Programme 1                                       | Programme 1                  |
| --------------------------------------------- | ------------------------------------------------- | ---------------------------- |
| Douai (1962)                                  | Anaïs Venturi (16 min 30 s)                       | France - Epystem             |
| 1 hectare à Detroit                           | Nora Mandray (13 min)                             | France/USA - Cinétévé        |
| J’aurais pas dû mettre mes Clarks             | Marie Caldera (15 min)                            | France -Back in town         |
| Je suis un homme                              | Paul Marques Duarte (2 min 20 s)                  | France - Libero              |
| Requiem                                       | Valentina Carnelutti (20 min)                     | Italie - Fiore leone         |
| One man Charlie                               | Alain Rudaz (23 min 20 s)                         | France - Prod2demain         |
| Deux femmes au cinéma                         | Mathieu Hippeau (15 min)                          | France - Sedna Films         |
| Dei arrive !                                  | Stefan Vogt (2 min 20 s)                          | Allemagne                    |
| Programme 2                                   |                                                   |                              |
| Un peu de normalité                           | Thomas Toth et Michaël                            |                              |
| Beach flags                                   | Sarah Saidan (13 min 40 s)                        | France - Sacrebleu           |
| Errance                                       | Peter Dourountzis (20 min)                        | France - Année zéro          |
| L’étourdissement                              | Gérard Pautonnier (23 min)                        | France - Elzevir             |
| La ruta del fin del mundo                     | Anaïs Le Berre et Lucile Prin (13 min 40 s)       | France                       |
| Limbo-limbo travel                            | Zsuzsanna Kreif et Bori Zétényi (16 min 40 s)     | France - Lardoux Films Môme  |
| Programme 3                                   |                                                   |                              |
| Avant le repas                                | Sophie et Fabien Tran-Minh (21 min)               | France - Hippocampe          |
| En directo                                    | Wenceslao Scyzoryk (15 min)                       | Espagne - Imagenfactory      |
| Les Vendéennes                                | Frédéric Bayer Azem et Johan Michel (19 min 40 s) |                              |
| A single life                                 | Job, Joris et Marieke (2 min 20 s)                | Pays-Bas                     |
| Disney Ramallah                               | Tamara Erde (16 min)                              | France                       |
| Feux                                          | Mali Arun (14 min)                                | France - LE G.R.E.C.         |
| Vous voulez une histoire ? Mettez deux femmes | Antonin Peretjatko (10 min 20 s)                  | France                       |
| Au bistrot des comptines                      | Stéphanie Marguerite (3 min 50 s)                 | France                       |
| Programme 4                                   |                                                   |                              |
| Passé composé                                 | Ted Hardy-Carnac (2 min 40 s)                     | France - Rosalie             |
| Retrouvailles                                 | Nicky Naudé (9 min 40 s)                          | France - Destins Productions |
| Les Vigilantes                                | Zoé Cauwet (38 min)                               | France - Melocoton Films     |
| Papa dans maman                               | Fabrice Bracq (6 min 10 s)                        | France - Rusty Production    |
| En avant, calme et droit                      | Julie-Anne Roth (19 min)                          | France - Manufactura         |
| Sans plomb                                    | Emmanuel Tenenbaum (7 min)                        | France/Pays-Bas              |
| Les Vers soufflés                             | Lauranne Simpere (3 min 50 s)                     | France/Palestine             |
| Eaux vives                                    | Selim Bentounes (24 min 30 s)                     | - Dublin Films               |
| Programme 5                                   |                                                   |                              |
| La Moufle                                     | Clémentine Robach (8 min 30 s)                    | France/Belgique              |
| Monsieur Lacoste                              | Thomas d’Aram et Christophe Loriot (25 min 30 s)  |                              |
| Der Kaiser                                    | Eché Janga (10 min)                               | Pays-Bas - Lemming Film      |
| Jumble up                                     | Léo Karmann (6 min 10 s)                          | France - Avalon              |
| Tondo                                         | Jérémie Van Quynh (4 min)                         | France                       |
| Beauty                                        | Rino Stefano Tagliafierro (9 min 50 s)            | Italie Scénario :            |
| Roi rebelle proconsul                         | Mohamed Megdoul (20 min 30 s)                     | France - Imperatorem         |
| Maman(s)                                      | Maïmouna Doucouré (21 min)                        | France - Bien Ou             |
| Programme 6                                   |                                                   |                              |
| Le petit sac à l'aube                         | Marion Foucher (12 min 10 s)                      | France - La Pomme            |
| Stella maris                                  | Giacomo Abbruzzese (26 min 40 s)                  | France/Italie                |
| How I did't become a piano player             | Tommaso Pitta (17 min)                            | Italie/Grande-Bretagne       |
| Quand les grenouilles apprennent à voler      | Valentin Oellers (2 min 50 s)                     | Allemagne                    |
| Peopleare strange                             | Julien Hallard (20 min)                           | France                       |
| Ma manman d'lo                                | Julien Silloray (25 min)                          |                              |

### 2014
| Titre                                       | Réalisateur                            | Pays                               |
| Programme 1                                 | Programme 1                            | Programme 1                        |
| ------------------------------------------- | -------------------------------------- | ---------------------------------- |
| Chauffeur                                   | Guido van Driel                        | Pays-Bas                           |
| Pays rêvé, pays réel                        | Hugo Rousselin                         | France - LE G.R.E.C                |
| El otrode                                   | Coke Riobóo                            | Espagne                            |
| Ouvre l'œil                                 | Remy Galvain                           | France - LE G.R.E.C                |
| Free party                                  | Fred Gélard                            | France - Les Films du Bois Sacré   |
| Programme 2                                 |                                        |                                    |
| El ruido del mundo                          | Jorge Dorado                           | Espagne                            |
| Seul le feu                                 | Christophe Pellet                      | France - SEDNA Films               |
| Gli immacolati                              | Ronny Trocker                          | France - LE FRESNOY                |
| Bahar in wonderland                         | Behrooz Karamizade                     | Allemagne                          |
| Dans la boîte                               | Juliette Guibaud                       | France - Écran et son double       |
| Programme 3                                 |                                        |                                    |
| Pleine lune                                 | Laura Tuillier                         | France - L’amicale des chemins     |
| Mille pattes et crapaud                     | Anna Khmelevskaya                      | France - Les films du Nord         |
| Deja moo                                    | Stefan Müller                          | Allemagne                          |
| Le Rêve indien                              | Assia Bellaâ                           | France - Association 1000 visages  |
| Betty's blues                               | Rémi Vandenitte                        | France - Les films du Nord         |
| Des lendemains qui chantent                 | Guillaume Massart et Adrien Mitterrand | France - Triptyque films           |
| Sexi dream                                  | Christophe Le Masne                    | France - Takami productions        |
| Programme 4                                 |                                        |                                    |
| Abderrahman                                 | Elias Sfaxi                            | France - Les films du Worso        |
| T'étais où quand Michael Jackson est mort ? | Jean-Baptiste Pouilloux                | France - Les films Velvet          |
| Gangster backstage                          | Teboho Edkins                          | France - Bathysphère productions   |
| Le verrou                                   | Laurent Laffargue                      | France - Mezzanine films           |
| Spellbreaker                                | Janis Joy Epping et Diana Van Houten   | Pays-Bas                           |
| 37°4 s                                      | Adriano Valerio                        | Italie - Origine films             |
| Programme 5                                 |                                        |                                    |
| A passo d'uomov                             | Giovanni Aloi                          | Italie - Liguria films productions |
| Océan                                       | Emmanuel Laborie                       | France - Takami productions        |
| I love hooligans                            | Jan-Dirk Bouw                          | Pays-Bas                           |
| À cheval dans une maison vide               | Frédéric Carpentier                    | France - Yukunkun productions      |
| Kedeba 'Elhachmia                           | Didi-Alaoui                            | France - Dublin films              |
| Programme 6                                 |                                        |                                    |
| Destino                                     | Zangro                                 | France - Bien ou bien production   |
| Secchi                                      | Edo Natoli                             | Italie                             |
| Vos violences                               | Antoine Raimbault                      | France - 2425 Films                |
| Re 50 richtung Wachtersbach                 | Leslie Bauer                           | Allemagne                          |
| Papa oom mow mow                            | Sébastien de Fonseca                   | France - La mer à boire production |
| Un endroit meilleur                         | Marisa Crespo et Moisés Romera         | Espagne - Proyecta films           |

### 2012
| Titre | Réalisateur                                   | Pays                                             |
| Sélection officielle des courts métrages 2012 | Sélection officielle des courts métrages 2012 | Sélection officielle des courts métrages 2012    |
| --- | --------------------------------------------- | ------------------------------------------------ |
| Bad gones | Stéphane Demoustier                           | France - Année zéro                              |
| Conversation avec un épouvantail | Sylvain Dieuaide                              | France - Yukunkun productions                    |
| Cose naturali (Chose Naturelle) | Germano Maccioni                              | Italie - Articolture                             |
| Creek aymes | Laurent Teyssier                              | France - Tita Productions                        |
| Dans la cour des grands | Annarita Zambrano                             | France - Sensit Films                            |
| Dulce | Iván Ruiz Flores                              | Espagne - Aniur Creativos Audiovisuales          |
| Dou de volailles, sauce chasseur | Pascale Hecquet                               | Belgique - Ambiances ASBL et les Médias associés |
| Ernest (45) | Céline Savoldelli                             | France - Nexus films                             |
| Eva | Frédéric Duvin                                | France - LeLokal                                 |
| Fata morgana (Mirage) | Frodo Kuipers                                 | Pays-Bas - IL Luster Productions                 |
| Guet Apens | Michaël Barocas                               | France - Michaël Barocas                         |
| Il numero di Sharon (Le Numéro de Sharon) | Roberto Gagnor                                | Italie - Premio Solinas, Gratta Vinci            |
| In loving memory | Jacky Goldberg                                | France - Grèce                                   |
| Ich fahre mit dem Fahrrad in einer halben Stunde an den Rand der Atmosphäre (Je vais avec mon vélo jusqu’au bord de l’atmosphère en une demi-heure) | Michel Klöfkorn                               | Allemagne - Michel Klöfkorn                      |
| Je t'attends toujours | Clément Rière                                 | France - Mara Films                              |
| Jody delle giostre (Jody du manège) | Adriano Sforzi                                | Italie - Rio Films, 28 Luglio Film               |
| La dernière caravane | Foued Mansour                                 | France - C'est à voir                            |
| La règle de trois | Louis Garrel                                  | France - Chaya Films                             |
| La vallée des larmes | Agathe Dronne                                 | France - Back in town                            |
| Le silence et l'oubli | Christophe Delsaux                            | France - La vie est belle                        |
| L'estate che non viene (L'été qui ne vient pas) | Pasquale Marino                               | Italie - CSC Production , RAI Cinéma             |
| Maternelle | Jeanne Dressen                                | France - Jeanne Dressen                          |
| Méditerranées | Olivier Py                                    | France - Sombrero Films                          |
| Narratives | Eva Becker                                    | Allemagne - Eva Becker                           |
| Nous n'irons pas mourir | Jean Berthier                                 | France - Lumina Films                            |
| Quelques vagues et l'âme... | Matthieu Maunier-Rossi                        | France - YMC Productions                         |
| Rendez-vous | Yohann Gloaguen                               | France - Les Films en plus                       |
| Rosa | Jesús Manuel Fuentes Cortés                   | Espagne - Jesús Manuel Fuentes Cortés            |
| Salvatore | Bruno Urso et Fabrizio Urso                   | Italie/France - Nois, C4Productions              |
| Superdog | Thomas Bardinet                               | France - Les films de la capucine                |
| Tempête dans une chambre à coucher | Laurence Arcadias et Juliette Marchand        | France - Amorce Films, JPL Films                 |
| Ter observatie (En observation) | Eche Janga                                    | Pays-Bas - Ijswater Films                        |
| The End | Didier Barcelo                                | France - Synecdoche                              |
| True love | Joseph Cahill                                 | France - Jopiarige Films                         |
| Un orgasme | Fred Joyeux                                   | France - Krazy Bird                              |
| Vers la plage | Armelle Després                               | France - Armelle Després                         |
| We are your friends (Nous sommes vos amis) | Léopold Dewolf                                | Grande-Bretagne - University of Westminster      |
| Weinberg | Christophe Pellet                             | France/Allemagne - Christophe Pellet             |
| Yok Yok | Elsa Atzler                                   | Allemagne - Elsa Atzler                          |